# Kville distrikt
Kville distrikt är ett distrikt i Tanums kommun och Västra Götalands län. 
Distriktet ligger söder om Tanumshede.

## Tidigare administrativ tillhörighet
Distriktet inrättades 2016 och utgörs av en del av Kville socken i Tanums kommun.
Området motsvarar den omfattning Kville församling hade vid årsskiftet 1999/2000 och fick 1995 efter utbrytning av Fjällbacka församling.